# Tonia (piosenkarka)
Tonia, właściwie Arlette Antoine Dominicus (ur. 25 lipca 1947 w Anderlechcie) – belgijska piosenkarka, reprezentantka Belgii podczas 20. Konkursu Piosenki Eurowizji w 1966 roku.

## Życiorys
Na początku swojej kariery nagrywała angielskie i francuskie covery popularnych niemieckich piosenek. W 1963 roku wydała debiutancki singel „Mon p'tit copain de vacances”.
W 1966 roku została wybrana na reprezentantkę Belgii podczas 20. Konkursu Piosenki Eurowizji. Za utwór „Un Peu De Poivre, Un Peu De Sel”, który napisali Paul Quintens i Phil van Cauwenbergh, zdobyła 14 punktów, zajmując 4. miejsce.
W 1981 roku wydała swój pierwszy album This Is My Day, a w 1990 - Les plus grand succès de Tonia.

## Życie prywatne
Dominicus jest dwukrotnie zamężna. Jej pierwszym mężem był Albert Mertens, a drugim - Paul Bourdiaudhy.

## Dyskografia

### Albumy
- 1981: This Is My Day
- 1990: Les plus grand succès de Tonia